# Piculus
Piculus är ett släkte med fåglar i familjen hackspettar inom ordningen hackspettartade fåglar som förekommer i Latinamerika. Det omfattar sju arter:
- Rostvingad hackspett (P. simplex)
- Panamaspett (P. callopterus)
- Vitstrupig hackspett (P. leucolaemus)
- Litaspett (P. litae)
- Gulstrupig hackspett (P. flavigula)
- Gulgrön hackspett (P. chrysochloros)
- Gulbrynad hackspett (P. aurulentus)

Flera arter som tidigare placerades i Piculus förs numera till Colaptes.